# سید لفته احمدنژاد
سید لفته احمدنژاد سیاستمدار ایرانی است. وی توانست در یازدهمین انتخابات مجلس شورای اسلامی با کسب ۹ هزار و ۶۳۸ رای، از حوزه انتخابیه خرمشهر از استان خوزستان انتخاب شود.